# Estación de Oña
Oña fue una estación de ferrocarril situada en el municipio español de Oña, provincia de Burgos, que pertenecía al ferrocarril Santander-Mediterráneo. En la actualidad una parte de las antiguas instalaciones se encuentran preservadas y han sido rehabilitadas como albergue municipal.

## Situación ferroviaria
Las instalaciones se encontraban situadas en el punto kilómetro 312,033 de la línea férrea de ancho ibérico Santander-Mediterráneo, a 578 metros de altitud sobre el nivel del mar.

## Historia
Construida por la Compañía del Ferrocarril Santander-Mediterráneo, entraría en servicio en noviembre de 1929 con la inauguración del tramo Peñahorada-Trespaderne. En 1941, con la nacionalización de la red ferroviaria de ancho ibérico, las instalaciones pasaron a manos de RENFE. En 1981 el recinto fue rebajado de categoría y reclasificado como un apartadero-cargadero. Las instalaciones dejaron de prestar servicio con la clausura al tráfico de la línea Santander-Mediterráneo en enero de 1985. En la actualidad la estación se conserva intacta y ha sido rehabilitada como albergue municipal.